# (5053) Chladni
(5053) Chladni ist ein Asteroid des Hauptgürtels, der am 22. März 1985 vom US-amerikanischen Astronomen Edward L. G. Bowell an der Anderson Mesa Station (IAU-Code 688) des Lowell-Observatoriums in Coconino County entdeckt wurde.
Der Asteroid wurde nach dem deutschen Physiker und Astronomen Ernst Florens Friedrich Chladni (1756–1827) benannt, der 1794 durch seine These über den Ursprung der Meteoriten im Weltall die moderne Meteoritenforschung begründete.